# Walnut Grove (Mississippi)
Walnut Grove é uma cidade  localizada no estado americano de Mississippi, no Condado de Leake.

## Demografia
Segundo o censo americano de 2000, a sua população era de 488 habitantes.
Em 2006, foi estimada uma população de 1424, um aumento de 936 (191.8%).

## Geografia
De acordo com o United States Census Bureau tem uma área de
2,1 km², dos quais 2,1 km² cobertos por terra e 0,0 km² cobertos por água. Walnut Grove localiza-se a aproximadamente 110 m acima do nível do mar.

## Localidades na vizinhança
O diagrama seguinte representa as localidades num raio de 24 km ao redor de Walnut Grove.